# 1556 no Brasil
Esta é uma cronologia dos fatos acontecimentos de ano 1556 no Brasil.

## Eventos
- 2 de junho: Dom Pero Fernandes Sardinha renuncia à função de bispo.
- 23 de julho: Mem de Sá é nomeado governador-geral do Brasil por Carta Régia.

## Mortes
- 16 de julho: Dom Pero Fernandes Sardinha, primeiro bispo do Brasil, assassinado e devorado por índios caetés no atual estado de Alagoas. (n. 1496).[1]